# Pestalotia algeriensis
Pestalotia algeriensis är en svampart som först beskrevs av Sacc. & Berl., och fick sitt nu gällande namn av Guba 1961. Pestalotia algeriensis ingår i släktet Pestalotia och familjen Amphisphaeriaceae.   Inga underarter finns listade i Catalogue of Life.